# Исмагилов, Закир Саитович
Закир Саитович Исмагилов (1926—2004) — советский театральный актёр, Заслуженный работник культуры РСФСР (1976), Заслуженный артист Башкирской АССР (1955).

## Биография
Родился 30 декабря 1926 года в деревне Еремеево Чишминского района Башкирской АССР. Сын народного сэсэна республики Саита Исмагилова.

Закир рос и воспитывался под позитивным влиянием отца, с самого детства любил народные песни и танцы, впитывал в себя лучшие образцы устного творчества, хорошо понимал национальные традиции и обычаи. Играл на курае, самодельной скрипке, многих музыкальных инструментах. Уже в юности получил известность, как талантливый исполнитель народных танцев, участвовал в сельских и районных сабантуях.

Окончив семилетнюю школу, Закир Исмагилов работал в местном колхозе.

В 1941 году поступил в Башкирское театрально-художественное училище, где учился по классу танца у выдающегося ленинградского хореографа Карла Матсона, находящегося в Уфе в ссылке. Педантичный и строгий преподаватель научил молодого человека всем азам танцевального искусства.

После окончания театрально-художественного училища, в 1942—1943 годах, артист Башкирской государственной филармонии.

В 1943—1951 годах служил в Советской армии, участник Великой Отечественной войны.

С 1948 года — артист Ансамбля песни и пляски Советской Армии им. А. В. Александрова (Москва), Ансамбля песни и пляски Закавказского военного округа.

С 1951 года — солист и педагог-репетитор Башкирского государственного ансамбля народного танца. Исполнял сольные партии в танцах: «Бесәнселәр» («Косари»), «Гопак», «Жених», «Өс туған» («Три брата») и др. В разные годы руководил самодеятельными танцевальными коллективами республики.

В 1961—1987 годах — режиссёр Государственного комитета Башкирской АССР по телевидению и радиовещанию.

Режиссёр одного из первых чёрно-белых телевизионных фильмов «Кто пел?» (1969), цикла телепередач «Жемчужины народного творчества» (1970—1985). Участник Декады башкирской литературы и искусства в Москве (1955). Снимался в фильме-балете «Журавлиная песнь» (Свердловская киностудия, 1959).
Заслуженный работник культуры РСФСР (1976), Заслуженный артист Башкирской АССР (1955). Обладатель серебряной медали за танец «Жених» на VII Всемирном фестивале молодежи и студентов в Вене (1959), лауреат Всероссийского конкурса артистов эстрады (Москва, 1960). Награждён орденом «Знак Почёта» (1971), орденом Отечественной войны II степени (1985), медалью «За трудовую доблесть»,  медалью «За трудовое отличие» (5 июня 1955) и другими медалями.
Умер 22 сентября 2004 года в Уфе. Похоронен на в деревне Еремеево Чишминского района Республики Башкортостан.
Жена — Роза Мутагаровна, актриса русского драматического театра, сыновья — Рим, Галей, Рустем и Тагир, внуки — Эльмар, Адиль, Эмиль, Милина, Адель и другие.